# Duracell
Duracell (portmanteau anglických slov durable – trvanlivý a cell – článek) je značka elektrických baterií vyráběných společností Procter & Gamble.

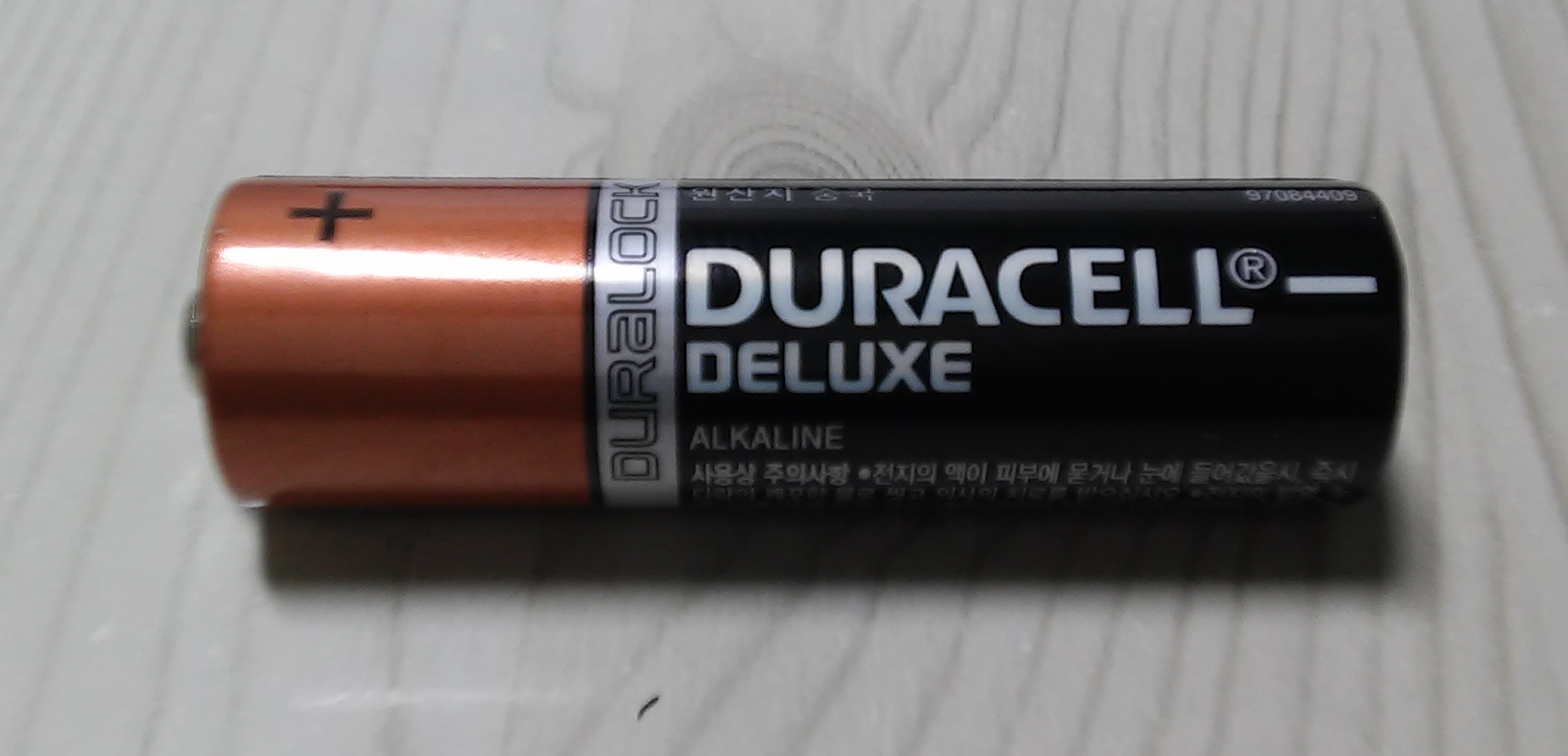
Duracell baterie

Pod Duracell navíc patří i dceřiná značka Procell určená pro profesionální použití.

## Produkty
Duracell vyrábí alkalické baterie v mnoha běžných velikostech, jako je AAA (tzv. mikrotužková baterie), AA (tzv. tužková baterie), C (tzv. malý buřt), D (tzv. velký buřt) a 9V. Dále vyrábí i méně používané typy jako AAAA (primárně určené pro pagery, baterky a měřiče krevního cukru) a J (pro nemocniční zařízení) a také řadu tzv. knoflíkových baterií používaných v kalkulátorech, naslouchátkách a dalších (převážně zdravotnických) zařízení.
Duracell také vyrábí speciální baterie včetně NiMH nabíjecích baterií a baterií pro fotoaparáty, hodinky, naslouchátka, atd. Hlavními dvěma značkami baterií jsou Coppertop, označovaná za baterii s delší výdrží, a Ultra, určená především uživatelům digitálních přístrojů a přístrojů potřebujících větší napájení. Coppertop a Ultra používají alkalický chemický proces na bázi oxidu manganičitého. Duracell má také řadu lithiových baterií.
V posledních letech se vývoj rozšířil o nové designy baterií za použití prizmatických baterií (tj. majících tvar hranolu a nikoliv klasického válce). Prizmatické baterie jsou dostupné jak v alkalickém, tak v lithiovém provedení. V roce 2006 Duracell představil baterie Power Pix™ používající metalhydroxidovou technologii, určené k poskytnutí delšího napájecího času digitálním fotoaparátům a dalším zařízením s vysokou spotřebou, které např. poskytují možnost vyfotografování až dvojnásobku fotografií v porovnání s alkalickými bateriemi.

## Business
Duracell představil mnoho nových formátů baterií, např. AAA (v 50. letech) a AA (v roce 1960). V roce 1996 se spojil s firmou Gillette a posléze se stal součástí Procter & Gamble, když P&G v roce 2005 získal Gillette. Hlavní konkurencí pro Duracell je značka Energizer. Duracell má stále výrobní zařízení v USA (převážně na jihovýchodě) a dále v Asii a v Evropě. Hlavní sídlo firmy Duracell se nachází ve městě Bethel (stát Connecticut).

## Historie
Duracell vzešel z partnerství vědce Samuela Rubena a obchodníka Philipa Rogerse Malloryho, kteří se potkali ve 20. letech. Firma P. R. Mallory Company vyráběla rtuťové články pro vojenské účely a překonávala tak zinko-vzdušnou  technologii prakticky ve všech odvětvích. Ke konci 70. let, když začala mít firma pochybnosti ohledně nyní známých efektů rtuti, se rtuť stala brzy zastaralou součástí ve všech výrobních procesech a byla nahrazena alkalickou technologií.
Během 50. let představila firma Kodak fotoaparáty s integrovaným bleskem, jejichž design vyžadoval novou velikost baterií, a tak byla vyvinuta velikost AAA („mikrotužková“ baterie).
V roce 1964 se termín Duracell stal oficiálně značkou. Výroba Malloryho bateriové řady zanikla v roce 1978.